# (31479) Botello
1999 CD47 (asteroide 31479) é um asteroide da cintura principal. Possui uma excentricidade de 0.07281250 e uma inclinação de 6.53524º.
Este asteroide foi descoberto no dia 10 de fevereiro de 1999 por LINEAR em Socorro.